# Береговая охрана Исландии
Берегова́я охра́на Исла́ндии (исл. Landhelgisgæsla Íslands; слушатьо файле) — род войск в составе Вооружённых сил Исландии, предназначенный для наблюдения за выполнением исландского законодательства и обеспечения безопасности прибрежного судоходства в территориальных водах Исландии и в 200-мильной исландской экономической зоне; охраны и контроля за соблюдением правил пересечения государственной морской границы страны. Береговая охрана Исландии отвечает также за поиск и спасение кораблей и самолётов на обширной территории в северной Атлантике, которая простирается от Гренландии на западе и до Фарерских островов на востоке.

## История

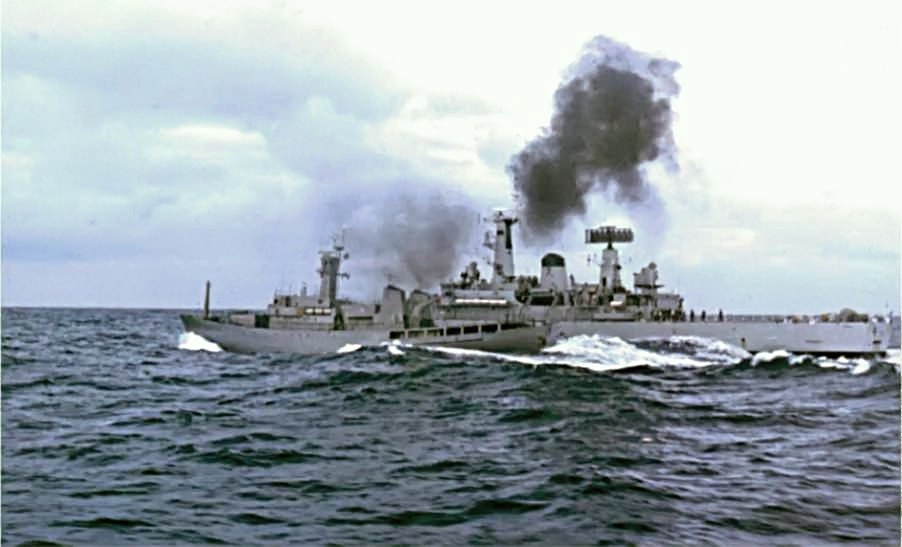
Столкновения исландской береговой охраны и Королевского военно-морского флота в северной Атлантике

Береговая охрана Исландии (Landhelgisgaesla Islands) была создана 1 июля 1926. Она находилась в подчинении Министерству юстиции Исландии, а корабельный состав был представлен переделанным в Вестманнаэйяре рыболовецким траулером «Þór» и построенным в Дании патрульным судном «Óðinn», которое прибыло в Исландию 23 июня 1926 года. В 1930 году Береговая охрана была передана в подчинение Исландской морской администрации (исл. Siglingastofnun Íslands), но начальник Береговой охраны Исландии назначался министром юстиции Исландии. Целью этого переподчинения было снижение эксплуатационных расходов, при этом финансирование Береговой охраны заметно уменьшилось, вследствие чего почти остановилось пополнение личного состава и обновление флота. Только в 1952 году береговая охрана стала независимым учреждением.
В период между 1930 и 1952 годами Береговая охрана Исландии имела в своем составе 5 сторожевых кораблей — «Þór», «Óðinn», «Ægir», «Esja» и «Súðin», а численность личного состава возросла до 200 человек.
Береговая охрана Исландии принимала активное участие в вооружённых конфликтах с Великобританией, названных впоследствии Тресковыми войнами. Причиной конфликтов стало поэтапное расширение Исландией границ своей исключительной экономической зоны вокруг острова:
- Первая тресковая война (1958 год), после расширения с 4 до 12 морских миль;
- Вторая тресковая война (1972 — октябрь 1973 года), после расширения с 12 до 50 морских миль;
- Третья тресковая война (1975 — июнь 1976 года), после расширения с 50 до 200 морских миль.

Конфликт между Исландией и Великобританией, начавшийся в 1952 году как дипломатический, в 1958—1976 годах неоднократно переходил в военную фазу, из-за того, что после расширения экономической зоны английские рыбаки лишились возможности ловить треску в богатых рыбой исландских водах, вследствие чего были потеряны тысячи рабочих мест. Вооружённые суда исландской береговой охраны патрулировали экономическую зону и останавливали британские рыболовные суда. Среди известных исландских офицеров береговой охраны, которые преуспели в защите исключительной экономической зоны Исландии от британского вторжения во время «тресковых войн» были Хельги Хадльвардссон, Пьетюр Сигюрдссон (разработавший технику разрезания сетей) и Эйрикюр Кристоуферссон.
Для противодействия исландской береговой охране и защиты своих рыбаков Британия была вынуждена отправить к берегам Исландии несколько кораблей британского военного флота. Тресковые войны закончились 30 мая 1976 года, после того, как под давлением США Великобритания подписала соглашение с Исландией о признании её 200-мильных границ исключительной экономической зоны.
После урегулирования отношений с Великобританией военные расходы Исландии были сокращены (в 1977 году ранее мобилизованный в состав береговой охраны траулер «Baldur» был выведен из состава береговой охраны и возвращен в состав торгового флота). После этого, в составе береговой охраны Исландии остались шесть вооружённых катеров, которые применялись для патрулирования территориальных вод.
17 марта 2006 года посол США в Исландии Кэрол ван Воорст выступила с заявлением, что США намерены сократить свой военный контингент в Исландии (вывести всю авиатехнику и большинство военнослужащих) до конца сентября 2006 года, однако по-прежнему намерены придерживаться обязательства обеспечивать внешнюю безопасность Исландии в соответствии с договором 1951 года. Обеспечение безопасности в Северной Атлантике береговая охрана Исландии осуществляет вместе с другими странами НАТО.
В июне 2009 года на вооружение береговой охраны Исландии поступил морской разведывательный самолёт DHC-8-300 MSA.
С 2011 года в ве́дение береговой охраны было также передано наблюдение за воздушным пространством, работа радиолокационных станций и управление безопасностью в международном аэропорту Кеблавик.
С 2010 года Береговая охрана Исландии участвует в общеевропейском проекте по совместному пограничному контролю на южной границе Шенгенской зоны в юрисдикциях Испании, Италии и Греции в Северной Африке с упором на спасение беженцев.

## Снаряжение

### Флот
Флот Исландской береговой охраны на начало 2024 года состоит из трёх сторожевых кораблей, одного патрульно-гидрографического судна «Baldur» и одной надувной лодки с жёстким корпусом, а также нескольких небольших катеров, закреплённых за более крупными судами.
| Фото | Класс        | Название         | Тип | Примечания |
| ---- | ------------ | ---------------- | --- | --- |
|      | UT 512L Type | Þór              | Сторожевое судно | Построенное в 2009 году в Чили морское сторожевое судно класса «UT 512L Type», названное в честь Тора, германо-скандинавского мифического аса, бога грома и молний, защищающего богов и людей от великанов и чудовищ. Судно водоизмещением 3920 тонн. В основном занимается патрулированием исключительной экономической зоны Исландии, инспекцией рыболовства и поисково-спасательными операциями.                                |
|      | Ægir         | Týr              | Сторожевое судно | Построенное в Дании морское сторожевое судно класса «Ægir», названное в честь Тира, германо-скандинавского однорукого бога чести и войны. Судно водоизмещением 1500 тонн. Осуществляет патрулирование, поисково-спасательные работы и инспекцию рыболовства, правоохранительные и контртеррористические операции в исландской исключительной экономической зоне и в водах прилегающих территорий, таких как Гренландия и Ян-Майен. |
| Ægir | Ægir         | Сторожевое судно | Построенное в Дании морское сторожевое судно класса «Ægir», названное в честь Эгира, германо-скандинавского мифического йотуна мировых морей. Судно водоизмещением 1500 тонн. В основном проводит патрулирование, поисково-спасательные работы, инспекцию рыболовства, общие правоохранительные и контртеррористические операции в исландской исключительной экономической зоне. | |
|      | Baldur       | Baldur           | Научно-исследовательское и патрульное судно | Построенное в 1991 году в Исландии 73-тонное морское научно-исследовательское и патрульное судно класса «Baldur», названное в честь Бальдра, германо-скандинавского мифического аса, бога весны и света. Судно не имеет установленного вооружения и используется для охраны портов, инспекции рыболовства и целей гидрографии. |

### Авиация
Авиационная дивизия береговой охраны состоит из трёх вертолетов (один вертолёт Aerospatiale AS-332L1 Super Puma и два Airbus H225) и одного самолёта (Bombardier DHC-8-Q314, TF-SIF), который прибыл в Исландию летом 2009 года. Все вертолёты и самолёт оборудованы для проведения поисково-спасательных операций.
| Фото | Класс                          | Название | Тип                         | Примечания |
| ---- | ------------------------------ | -------- | --------------------------- | --- |
|      | Bombardier DHC-8-Q314          | TF-SIF   | Военно-транспортный самолёт | Самолёт класса «Bombardier DHC-8-Q314», названный в честь Сиф, германо-скандинавской богини плодородия, супруги Тора. Используется для морского наблюдения. |
|      | Aérospatiale AS.332 Super Puma | TF-LIF   | Многоцелевой вертолёт       | Вертолёт класса «Aérospatiale AS.332 Super Puma», названный в честь Лив, в германо-скандинавской мифологии, единственной женщины, пережившей Рагнарёк. Используется для морского наблюдения и поисково-спасательных операций.                                                                   |
|      | Eurocopter EC225 Super Puma    | TF-EIR   | Многоцелевой вертолёт       | Вертолёт класса «Eurocopter EC225 Super Puma», взятый в долгосрочную аренду у норвежского холдинга Knut Axel Ugland Holding. Используется для морского наблюдения и поисково-спасательных операций. Назван в честь Эйр, в германо-скандинавской мифологии, женщина-асс, богиня исцеления.       |
|      | Eurocopter EC225 Super Puma    | TF-GRO   | Многоцелевой вертолёт       | Вертолёт класса «Eurocopter EC225 Super Puma», взятый в долгосрочную аренду у норвежского холдинга Knut Axel Ugland Holding. Используется для морского наблюдения и поисково-спасательных операций. Назван в честь Гроа, в германо-скандинавской мифологии, женщина-пророчица владеющая сейдом. |

### Вооружение
Береговая охрана Исландии имеет 207 единиц огнестрельного оружия, из которых 96 находятся на вооружении, а 111 на хранении.

| Фото | Модель            | Производитель  | Тип                  | Калибр  | Количество | Примечания                                                 |
| ---- | ----------------- | -------------- | -------------------- | ------- | ---------- | ---------------------------------------------------------- |
|      | Bofors 40 mm L/70 | Швеция         | Автоматическая пушка | 40 мм   | 4          | Куплена в Норвегии и отремонтирована.                      |
|      | Bofors 40 mm L/60 | Швеция         | Автоматическая пушка | 40 мм   | 4          | Модель 1936 года, полученная в подарок из Дании.           |
|      | Glock 17          | Австрия        | Пистолет             | 9 мм    | 20         | Модели 1990, 2006 и 2012 годов.                            |
|      | H&K MP5A2N        | ФРГ · Норвегия | Пистолет-пулемёт     | 9 мм    | 50         | Модель 1990 года, полученная в подарок из Норвегии в 2011. |
|      | Rheinmetall MG 3  | ФРГ · Норвегия | Единый пулемёт       | 7.62 мм | 10         | Модель 1990 года, полученная в подарок из Норвегии в 2013. |
|      | Steyr SSG 69      | Австрия        | Снайперская винтовка | 7.62 мм | 8          | Модель 1989 года.                                          |

### Радары
Система противовоздушной обороны полностью контролирует воздушное пространство Исландии. Противовоздушная оборона обеспечивается истребителями союзников по НАТО, которые размещают свои подразделения на авиабазе Кеблавик. Центр управления системой ПВО Исландии находится на авиабазе Кеблавик и интегрирован с единой системой противовоздушной обороны стран НАТО.
Исландская система ПВО включает:
- Центр управления на авиабазе Кеблавик
  - Радиолокационная станция H1 на Миднесхейди с AN/FPS-117(V)5
  - Радиолокационная станция H2 на горе в заливе Гюннольвсвик с AN/FPS-117(V)5
  - Радиолокационная станция H3 в полуострове Стоккнес AN/FPS-117(V)5
  - Радиолокационная станция H4 на горе Болафьядль с AN/FPS-117(V)5

## Звания
| Нарукавный знак         |                   |                                                  |                    |                    |                    |                    |                   |                  |                  |
| ----------------------- | ----------------- | ------------------------------------------------ | ------------------ | ------------------ | ------------------ | ------------------ | ----------------- | ---------------- | ---------------- |
| Код НАТО                | OF-7              | OF-6                                             | OF-5               | OF-4               | OF-4               | OF-3               | OF-2              | OF-1             | OF-1             |
| Исландское звание       | Undirflotaforingi | Yfirskipherra                                    | Skipherra          | Yfirforingi        | Yfirforingi        | Yfirliðsforingi    | Liðsforingi       | Undirliðsforingi | Undirliðsforingi |
| Российское соответствие | Контр-адмирал     | Нет соответствия (бригадир в сухопутных войсках) | Капитан 1-го ранга | Капитан 2-го ранга | Капитан 2-го ранга | Капитан 3-го ранга | Капитан-лейтенант | Лейтенант        | Лейтенант        |

| Нарукавный знак         |                  |                        |                        |                |                      |                      |               |
| ----------------------- | ---------------- | ---------------------- | ---------------------- | -------------- | -------------------- | -------------------- | ------------- |
| Код НАТО                | OR-9             | OR-7                   | OR-5                   | OR-3           | OR-2                 | OR-2                 | OR-1          |
| Исландское звание       | Yfirbátsmaður    | Bátsmaður              | Undirbátsmaður         | Yfirsjóliði    | Sjóliði              | Undirsjóliði         | Nýsjóliði     |
| Российское соответствие | Главный старшина | Старшина первой статьи | Старшина второй статьи | Старший матрос | Матрос первой статьи | Матрос второй статьи | Матрос-рекрут |